# افشار (جلفا)
افشار یکی از روستاهای استان آذربایجان شرقی است که در دهستان داران بخش مرکزی شهرستان جلفا واقع شده‌است.این روستا ۱۶۷ نفر جمعیت دارد.

## مردم
روستای افشار در شهرستان جلفا با مردمانی خونگرم و آرام معروف است